# متلازمة فايل ماركيساني
مُتَلاَزِمَةُ فايل-ماركيساني (بالإنجليزية: weill marchesani syndrome)‏ تعتبر متلازمة فايل-ماركيساني [[اضطراب جيني|اضطرابًا وراثيًا نادرًا يؤثر على النسيج الضام، يتميز بقصر القامة، وأحيانًا يكون الرأس أعرض من العادة أو اصغر. عيوب اليد بما في ذلك قصر الأصابع والأظافر خصيصًا الإبهام. والعيون المميزة (الاضطرابات العينية) مثل قصر النظر وغيرها من المشاكل. وقد يكون هناك (بنسبة قليلة) مشاكل قلبية وبالأخص (تضيق الصمام الرئوي) قد ينجم عن هذا التضيق؛ تعب اثناء بذل المجهود ألم صدري (غير ناتج عن نوبة قلبية)، تعب وخمول.
سميت بعد أطباء العيون جورج ويل (1866-1952) وأوزوالد مارشيزاني (1900-1952) الذي وصفها لأول مرة في 1932 و 1939، على التوالي.
خلع العدسة تسببه متلازمة Weill-Marchesani تتضمن مظاهر الأخرى للعين عادة عدسات مستديرة صغيرة للعينين (spherophakia)، والتي قد تكون عرضة للخلع (ectopia lentis)، وكذلك عيوب العين الأخرى. بسبب مثل هذه الحالات غير الطبيعية، قد يكون لدى الأفراد المصابون بدرجات متفاوتة من ضعف البصر، تتراوح بين قصر نظر قصر النظر والعمى. يقترح الباحثون أن متلازمة وايل-مارشيساني قد تكون وراثة جسدية متنحية أو وراثية سائدة.

## الأعراض
- قصر القامة (وليس التقزم) لكن طول الاطراف والجسم والرأس متناسق مع القامة.
- قصر الاصابع والاظافر خصيصا الإبهام.
- الم المفاصل (وتصلبها) ومحدودية حركتها.
- مشاكل العينين وتشمل: قصر النظر، عدم تموضع العدسة، عدسة كروية صغيرة.وقد تصل إلى امراض اخطر مثل: اعتام عدسة العين (الساد)، والزرق (المياه الزرقاء) وقد تؤدي هذه الامراض في النهاية إلى العمى.
- احيانا تكون هناك مشاكل قلبية من ضمنها: تضيق الصمامات أو ارتجاعها خاصة الصمام الرئوي، قناة شريانية مفتوحة (نادر جدا)، وهو عامل وراثي مسيطر (يعني يكفي ان يكون أحد الوالدين مصابا به أو يحمله).
- جلد اسمك من الطبيعي (أحيانًا)

## تشخيص
يتم التشخيص عند ملاحظة عدة علامات سريرية مميزة. لا يوجد اختبار واحد للتأكد من وجود متلازمة فيل فايل-ماركيساني. قد يثبت استكشاف تاريخ العائلة أو فحص أفراد العائلة الآخرين في تأكيد هذا التشخيص ومن ضمن التشخيصات:
- اختبار فحص العين (أهم اختبار).
- موجات الصوتية للقلب (للتأكد من عدم وجود مشاكل).
- بعض الاختبارات الجينية.

## العلاج والتشخيص
تم توثيق الجراحة لمساعدة أولئك الذين يعانون من أمراض العين والقلب وغيرها من المشاكل كحل نهائي وقائي. يوصف عادة العلاج الطبيعي وعلاجات العظام والعينين واحيانا القلب للمشاكل الناجمة عن التنقل من هذا الاضطراب المتعلق بالنسيج الضام. ومع ذلك، فإن هذا الاضطراب ليس له علاج كباقي الاضطرابات، وعموما، يتم إعطاء العلاجات لتحسين نوعية الحياة.